# Chiara Bazzoni
Chiara Bazzoni (Arezzo, 5 de julio de 1984) es una deportista italiana que compite en atletismo, especialista en las carreras de relevos.
Ganó dos medallas de bronce en el Campeonato Europeo de Atletismo, en los años 2010 y 2016, y una medalla de bronce en el Campeonato Europeo de Atletismo en Pista Cubierta de 2019.

## Palmarés internacional
| Campeonato Europeo                   | Campeonato Europeo       | Campeonato Europeo | Campeonato Europeo |
| Año                                  | Lugar                    | Medalla            | Prueba             |
| ------------------------------------ | ------------------------ | ------------------ | ------------------ |
| 2010                                 | Barcelona (España)       | Medalla de bronce  | 4 × 400 m          |
| 2016                                 | Ámsterdam (Países Bajos) | Medalla de bronce  | 4 × 400 m          |
| Campeonato Europeo en Pista Cubierta |                          |                    |                    |
| Año                                  | Lugar                    | Medalla            | Prueba             |
| 2019                                 | Glasgow (Reino Unido)    | Medalla de bronce  | 4 × 400 m          |